# Чернишов Віктор Павлович
Чернишов Віктор Павлович  (17 липня 1919, Луганськ — 21 січня 2008, Мінськ, Білорусь) — білоруський архітектор. Заслужений будівельник БССР (1965).

## Біографія
В 1941 році закінчив Харківський інститут інженерів комунального будівництва. В 1954–1957 роках викладач Вітебського будівельного технікуму. В 1967–1970 роках працював головним архітектором міст Орша, Гомель, Мінськ, начальником Вітебського державного відділення Інституту Білдержпроєкт, головний архітектор Інституту Білдержпроєкт, директор Мінського відділення Центрального науково-дослідного та проектного відділення Мінського міського проектного інституту.
Член Спілки архітекторів СРСР з 1957. Член КПРС з 1960.

## Творчість
Роботи: проекти забудови кварталів на вулицях Радянська, Селянська, Первомайська у місті Гомель ([1949]] — 1950); вул. Фрунзе у Вітебську (1957–1959); макет майдану Леніна в Орші (1962); генеральні плани (з корегуваннями) Вітебська (1955—1956, 1971 —  1974), Новополоцька (1960, 1972–1974, в авторському колективі), схема формування мережі міських і сільських поселень БРСР до 2000 року (1972—1975).
Автор низки статей про містобудування в Білорусі.

## Нагороди
- Орден «Знак Пошани» (1966);
- Орден Вітчизняної війни II ступеня (1985);
- Медалі;
- Дві Почесний Почесні грамоти Президії Верховної Ради БРСР (1963, 1969);
- Державна премія БРСР (1984), за планування та будівництво Навополоцька.